# 598

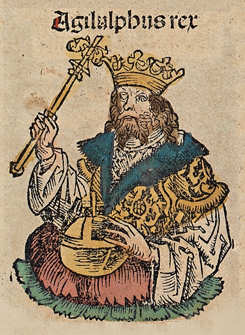
Koning Agilulf van de Longobarden

Het jaar 598 is het 98e jaar in de 6e eeuw volgens de christelijke jaartelling.

## Gebeurtenissen

### Europa
- Koning Agilulf sluit een vredesverdrag met het Byzantijnse Rijk. Paus Gregorius I de Grote onderhandelt met de Longobarden over een wapenstilstand. Agilulf breidt het Longobardische Rijk in Italië verder uit met de steden Perugia en Sutri.

## Religie
- De Angelsaksen onderwerpen zich aan het rooms-katholieke geloof, het christendom drukt zijn stempel op de Angelsaksische kunst (zoals later het Keltisch kruis).

## Geboren
- Ali ibn Aboe Talib, Arabisch kalief (waarschijnlijke datum)
- Brahmagupta, Indisch wiskundige en astronoom (overleden 668)
- Talha ibn Oebeydullah, metgezel van Mohammed (waarschijnlijke datum)